# Escoubès
Escoubès – miejscowość i gmina we Francji, w regionie Nowa Akwitania, w departamencie Pireneje Atlantyckie.
Według danych na rok 1990 gminę zamieszkiwało 226 osób, a gęstość zaludnienia wynosiła 35 osób/km² (wśród 2290 gmin Akwitanii Escoubès plasuje się na 951. miejscu pod względem liczby ludności, natomiast pod względem powierzchni na miejscu 1322.).